# Државни парк Вајанапанапа
Вајианапанапа државни парк (енгл. Wai'anapanapa State Park) је државни парк на острву Мауи на Хавајима који је велик 122 хектара.Реч Wai'anapanapa на хавајском језику значи блиста свежа вода.